# Quando l'estate muore
Quando l'estate muore (As Summers Die) è un film del 1986 diretto da Jean-Claude Tramont. La sceneggiatura di Jeff Andrus e Ed Namzug è tratta da un romanzo di Winston Groom.